# محمد باي المرادي
| باي تونس المرادي                    |                                      |
| [[ملف:\|مركز\|200px\|]]             |                                      |
| محمد باي المرادي صاحب الحضرة العلية |                                      |
| السابق                              | مراد باي الثاني                      |
| ولاية العهد                         |                                      |
| فترة الحكم                          | من 1686 إلى 14 أكتوبر 1696           |
| اللاحق                              | رمضان باي المرادي                    |
| حياته                               |                                      |
| الميلاد                             |                                      |
| الوفاة                              | 14 أكتوبر 1696 · تونس العاصمة - تونس |
| الأب                                | مراد باي الثاني                      |
| الأبناء                             | مراد حسن                             |
| المراديون                           |                                      |

محمد باي المرادي، توفي في 14 أكتوبر 1696، هو باي تونس الخامس من 1686 إلى وفاته. ينتمي للعائلة المرادية.

هو الابن الأكبر لمراد باي الثاني وحفيد يوسف داي من أمه. لم يصل للحكم إلا بعد كفاح طويل، في بعض الأحيان ضد أخيه علي باي المرادي، وفي أحيان أخرى ضد عمه محمد الحفصي المرادي ومرات ضد الداي محمد تتار، الذي وضع من قبل داي الجزائر الحاج شعبان، بعد الهجوم على تونس من قبل الجيش العثماني الجزائري في 12 نوفمبر 1694.

على الرغم من الاضطرابات التي سميت ثورات مدينة تونس، استطاع محمد باي المرادي إنشأ عدة مباني وآثار منها جامع محمد باي وجامع سيدي محرز على نموذج المساجد الحنفية في إسطنبول مع قبة كبيرة في مركز الجامع. كذلك أنشأ سوق خاص بالشاشية، مركز اقتصاد مدينة تونس أنذاك والباقي حتى الآن. يضاف إلى كل هذا العديد من دور العبادة والتعليم والمدارس داخل البلاد في قابس وقفصة والكاف وتوزر وباجة، منها جامع الباي في القيروان. أخيرا أسس في 1690، جسر وسد طبربة على وادي مجردة.

توفي في 14 أكتوبر 1696، ودفن في ضريح جده حمودة باشا المرادي. ترك إبنين لا يستطيعا الحكم لصغر سنهما، مراد وحسن، لذلك تولى الحكم بعده أخاه رمضان باي المرادي.

## مقالات ذات صلة

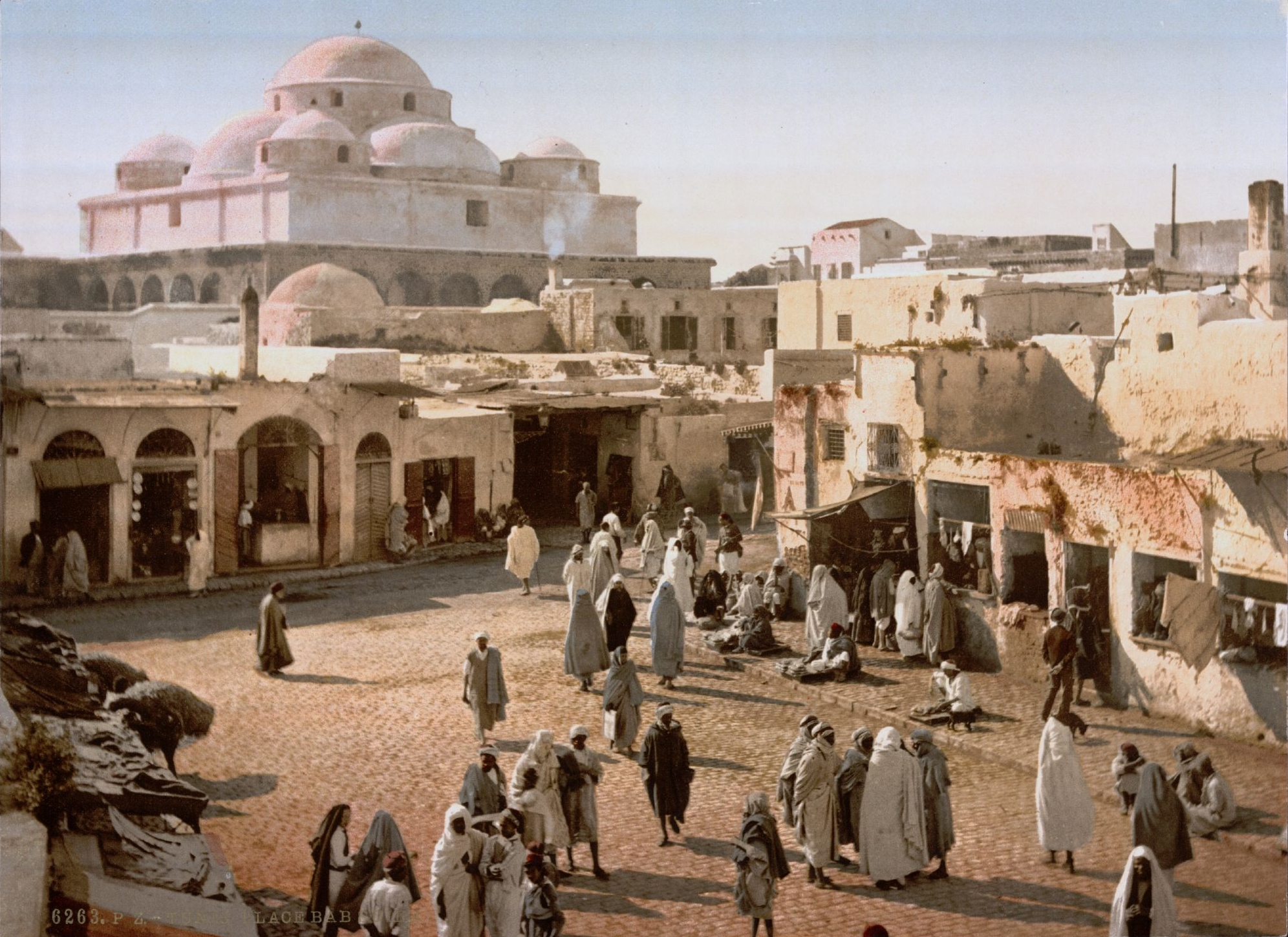
جامع سيدي محرز في 1899، قام بتشييده محمد باي المرادي.

- بايات تونس